# Nikolaus Resch
Nikolaus Resch (Klagenfurt, 30 de agosto de 1984) es un deportista austríaco que compite en vela en la clase 49er.
Ganó dos medallas de plata en el Campeonato Mundial de 49er, en los años 2007 y 2016, y tres medallas en el Campeonato Europeo de 49er entre los años 2009 y 2016.
Participó en cuatro Juegos Olímpicos de Verano, entre los años 2004 y 2016, ocupando el octavo lugar en Pekín 2008 y el cuarto en Londres 2012.

## Palmarés internacional
| \| Campeonato Mundial \| Campeonato Mundial \| Campeonato Mundial \| Campeonato Mundial \| \| Año \| Lugar \| Medalla \| Clase \| \| ------------------ \| --------------------------- \| ------------------ \| ------------------ \| \| 2007 \| Cascaes (Portugal) \| Medalla de plata \| 49er \| \| 2016 \| Clearwater (Estados Unidos) \| Medalla de plata \| 49er \| \| Campeonato Europeo \| \| \| \| \| Año \| Lugar \| Medalla \| Clase \| \| 2009 \| Zadar (Croacia) \| Medalla de bronce \| 49er \| \| 2011 \| Helsinki (Finlandia) \| Medalla de bronce \| 49er \| \| 2016 \| Barcelona (España) \| Medalla de plata \| 49er \| |                             |                   |       |
| Campeonato Mundial |                             |                   |       |
| Año | Lugar                       | Medalla           | Clase |
| 2007 | Cascaes (Portugal)          | Medalla de plata  | 49er  |
| 2016 | Clearwater (Estados Unidos) | Medalla de plata  | 49er  |
| Campeonato Europeo |                             |                   |       |
| Año | Lugar                       | Medalla           | Clase |
| 2009 | Zadar (Croacia)             | Medalla de bronce | 49er  |
| 2011 | Helsinki (Finlandia)        | Medalla de bronce | 49er  |
| 2016 | Barcelona (España)          | Medalla de plata  | 49er  |